# خودروی اندازه متوسط

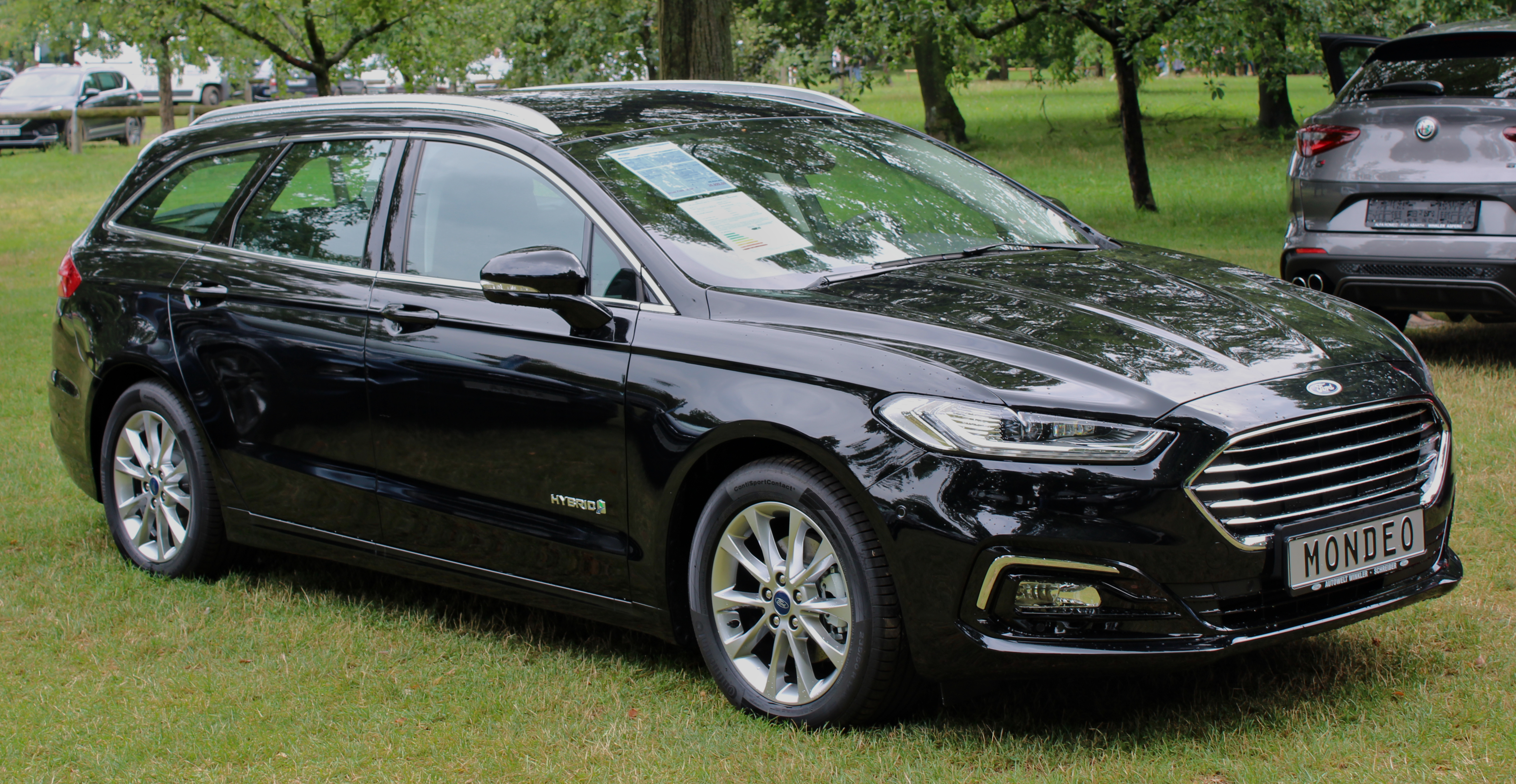
فورد موندئو یک خودروی سایز متوسط

خودرو سایز متوسط اصطلاحی است تجاری مربوط به آمریکای شمالی و استرالیا و اشاره دارد به خودروهایی که فاصله بین دو محور آنها بین ۲٫۶۶ متر و ۲٫۸ متر بوده. در دهه ۱۹۷۰ ابعاد اینگونه خودروها دارای استاندارد سایز بزرگتری بود؛ ولی بعد از بحران انرژی در سال ۱۹۷۳ در آمریکا، تصمیم به پایین آوردن حجم موتور این قبیل خودروها و در نتیجه کوچکتر شدن ابعاد بدنه این خودروها شد. در اروپا این کلاس خودرو با عبارت D segment معرفی می‌کنند.